# Cody Franson
Cody Franson (* 8. August 1987 in Sicamous, British Columbia) ist ein ehemaliger kanadischer Eishockeyspieler und derzeitiger -trainer, der im Verlauf seiner aktiven Karriere zwischen 2002 und 2022 unter anderem 578 Spiele für die Nashville Predators, Toronto Maple Leafs, Buffalo Sabres und Chicago Blackhawks in der National Hockey League (NHL) auf der Position des Verteidigers bestritten hat. Seit Sommer 2023 ist Franson als Assistenztrainer bei den Iowa Wild aus der American Hockey League (AHL) angestellt.

## Karriere
Cody Franson begann seine Karriere als Eishockeyspieler bei den Vancouver Giants, für die er von 2002 bis 2007 in der kanadischen Juniorenliga Western Hockey League aktiv war. Mit seiner Mannschaft gewann der Verteidiger zunächst 2006 den President’s Cup als WHL-Meister, ehe er sich ein Jahr später mit den Giants im Finalturnier um den Memorial Cup, die Meisterschaft der Canadian Hockey League, durchsetzte. Während seiner Zeit im Team aus British Columbia wurde der Rechtsschütze im NHL Entry Draft 2005 in der dritten Runde als insgesamt 79. Spieler von den Nashville Predators ausgewählt. Zunächst spielte er jedoch weiterhin für Vancouver in der WHL, sowie von 2007 bis 2009 für die Milwaukee Admirals, Nashvilles Farmteam aus der American Hockey League, ehe er in der Saison 2009/10 sein Debüt in der National Hockey League für die Predators gab.
Am 3. Juli 2011 wurde Franson in einem Tauschhandel gemeinsam mit Matthew Lombardi im Austausch für Brett Lebda und Robert Slaney zu den Toronto Maple Leafs transferiert. Der Transfer beinhaltete auch ein Viertrunden-Wahlrecht im NHL Entry Draft 2013, das abhängig von der Anzahl der absolvierten Spiele Lombardis war. Im Februar 2015 gaben ihn die Maple Leafs samt Mike Santorelli an die Nashville Predators ab und erhielten im Gegenzug Olli Jokinen, Brendan Leipsic sowie ein Erstrunden-Wahlrecht für den NHL Entry Draft 2015. Somit kehrte Franson zu dem Team zurück, dass ihn ursprünglich gedraftet hatte und in dessen Organisation er bereits vier Jahre verbracht hatte. Dort beendete er allerdings nur die Saison 2014/15 und wechselte bereits im September 2015 zu den Buffalo Sabres, wo er einen Zweijahresvertrag unterzeichnete. Nachdem er dort zwei Jahre lang als Stammkraft in der Abwehr tätig gewesen war, wurde sein Vertrag nicht verlängert. Der Free Agent befand sich daraufhin im Sommer 2017 auf Vereinssuche, ehe er im September einen Probevertrag von den Chicago Blackhawks erhielt. Dieser wurde nach der Saisonvorbereitung in einen Jahresvertrag umgeschrieben und anschließend im Sommer 2018 nicht verlängert.
Im September 2018 wechselte Franson zum HK Awangard Omsk in die Kontinentale Hockey-Liga (KHL), wo er zwei Spielzeiten bis zum Mai 2020 aktiv war. Im September 2020 kehrte er anschließend zu den Rockford IceHogs zurück, in deren Trikot er am Ende der Spielzeit 2020/21 ins All-Star Team der Central Division gewählt wurde. Mit den Hershey Bears fand Franson im Juli 2021 einen neuen Arbeitgeber in der AHL für die Spielzeit 2021/22, an deren Ende der 34-Jährige seine aktive Karriere beendete. Zur Spielzeit 2023/24 wurde er als Assistenztrainer von den Iowa Wild aus der AHL verpflichtet.

### International
Für Kanada nahm Franson an der U20-Junioren-Weltmeisterschaft 2007 teil, bei der er mit seinem Land Junioren-Weltmeister wurde. In sechs Turnierspielen steuerte er zwei Torvorlagen zum Turniergewinn bei.

## Erfolge und Auszeichnungen
| - 2006 President’s-Cup-Gewinn mit den Vancouver Giants - 2006 WHL West Second All-Star Team - 2007 WHL West First All-Star Team - 2007 Memorial-Cup-Gewinn mit den Vancouver Giants - 2007 Memorial Cup All-Star Team | - 2008 AHL All-Rookie Team - 2009 Teilnahme am AHL All-Star Classic - 2009 AHL Second All-Star Team - 2021 AHL Central Division All-Star Team |

### International
- 2007 Goldmedaille bei der U20-Junioren-Weltmeisterschaft

## Karrierestatistik

### International
Vertrat Kanada bei:
- U20-Junioren-Weltmeisterschaft 2007

(Legende zur Spielerstatistik: Sp oder GP = absolvierte Spiele; T oder G = erzielte Tore; V oder A = erzielte Assists; Pkt oder Pts = erzielte Scorerpunkte; SM oder PIM = erhaltene Strafminuten; +/− = Plus/Minus-Bilanz; PP = erzielte Überzahltore; SH = erzielte Unterzahltore; GW = erzielte Siegtore; 1 Play-downs/Relegation; Kursiv: Statistik nicht vollständig)